# Diecéze włocławecká
Diecéze włocławecká (latinsky Dioecesis Vladislaviensis, polsky Diecezja włocławska) je jedna z nejstarších římskokatolických diecézí v Polsku, se sídlem ve Włocławku, kde se nachází katedrála Nanebevzetí P. Marie. Je součástí hnězdenské církevní provincie, je tudíž sufragánní vůči arcidiecézi hnězdenské. 

## Stručná historie
Diecéze ve Włocławku byla založena roku 996, od roku 1000 byla sufragánní vůči arcidiecézi hnězdenské. Od 12. století se nazývala také diecéze kujavská a/nebo pomořanská. V roce 1818 dostala jméno diecéze kujavsko-kališská, od roku 1925 nese současné jméno. V rámci reorganizace polské diecézní struktury papež Jan Pavel II. vydal dne 25. března 1992 bulu Totus Tuus Poloniae populus, kterou mj. zřídil diecézi kališskou, jíž připadala část teritoria diecéze włocławecké.